# Pons, Francija
Pons je naselje in občina v zahodnem francoskem departmaju Charente-Maritime regije Poitou-Charentes. Leta 2006 je naselje imelo 4.454 prebivalcev.

## Geografija
Kraj leži v pokrajini Saintonge ob reki Seugne in njenem levem pritoku Soute, 20 km jugovzhodno od njenega središča Saintes.

## Uprava
Pons je sedež istoimenskega kantona, v katerega so poleg njegove vključene še občine Avy, Belluire, Biron, Bougneau, Brives-sur-Charente, Chadenac, Coulonges, Échebrune, Fléac-sur-Seugne, Marignac, Mazerolles, Montils, Pérignac, Rouffiac, Saint-Léger, Saint-Seurin-de-Palenne, Saint-Sever-de-Saintonge in Salignac-sur-Charente z 12.151 prebivalci.
Kanton Pons je sestavni del okrožja Saintes.

## Zanimivosti
- srednjeveški hospic iz 12. stoletja, namenjen romarjem na poti v Santiago de Compostelo, kot del te poti (Via Turonensis) leta 1998 uvrščen na UNESCOv seznam svetovne kulturne dediščine, francoski zgodovinski spomenik,
- romanska cerkev Saint-Vivien iz 12. stoletja, zgodovinskki spomenik (1912),
- neoklasicistična cerkev sv. Martina iz 17. do 19. stoletja, z baročnim zvonikom, zgodovinski spomenik (1998),
- Le château de Pons, donjon iz 12. stoletja,
- arheološki muzej, nastanjen v nekdanji kapeli Saint-Gilles od leta 1879,
- renesančni dvorec Château d'Égreteaux iz 16. stoletja.